# Chanson d'Antioche
No confondre-la amb la Cansó d'Antioca, occitana
La Chanson d'Antioche és una cançó de gesta francesa d'uns 9.000 versos alexandrins.
La cançó té com a argument el Setge d'Antioquia, que va tenir lloc durant la Primera Croada entre 1097 i 1098.
Junt amb La conqueste de Jerusalem i Les chétifs ("Els captius") forma l'anomenat Primer cicle de la croada.

### Edició
Va ser editada per primer cop per Paulin Paris (1848). Les edicions modernes són les següents
- Suzanne Duparc-Quioc (ed.), La Chanson d'Antioche. I. Édition du texte d'après la version ancienne. II. Étude critique. Paris: Paul Geuthner, 1977-1978, 2 vol.
- Bernard Guidot (ed.), La chanson d'Antioche, chanson de geste du dernier quart du XIIe siècle. Nouvelle édition, traduction, présentation et notes par ... , Paris: Champion, 2011, 1136 p.

### Traducció a l'anglès
- The Chanson d'Antioche, an Old French Account of the First Crusade translated by Susan B. Edgington and Carol Sweetenham. Farnham: Ashgate, 2011